# 芳澤謙吉
芳澤 謙吉（よしざわ けんきち、1874年〈明治7年〉1月24日 - 1965年〈昭和40年〉1月5日）は、日本の外交官、政治家。従二位勲一等旭日桐花大綬章。 新潟県中頸城郡下堀之内村（現上越市諏訪）出身。犬養毅の娘婿。

## 概説

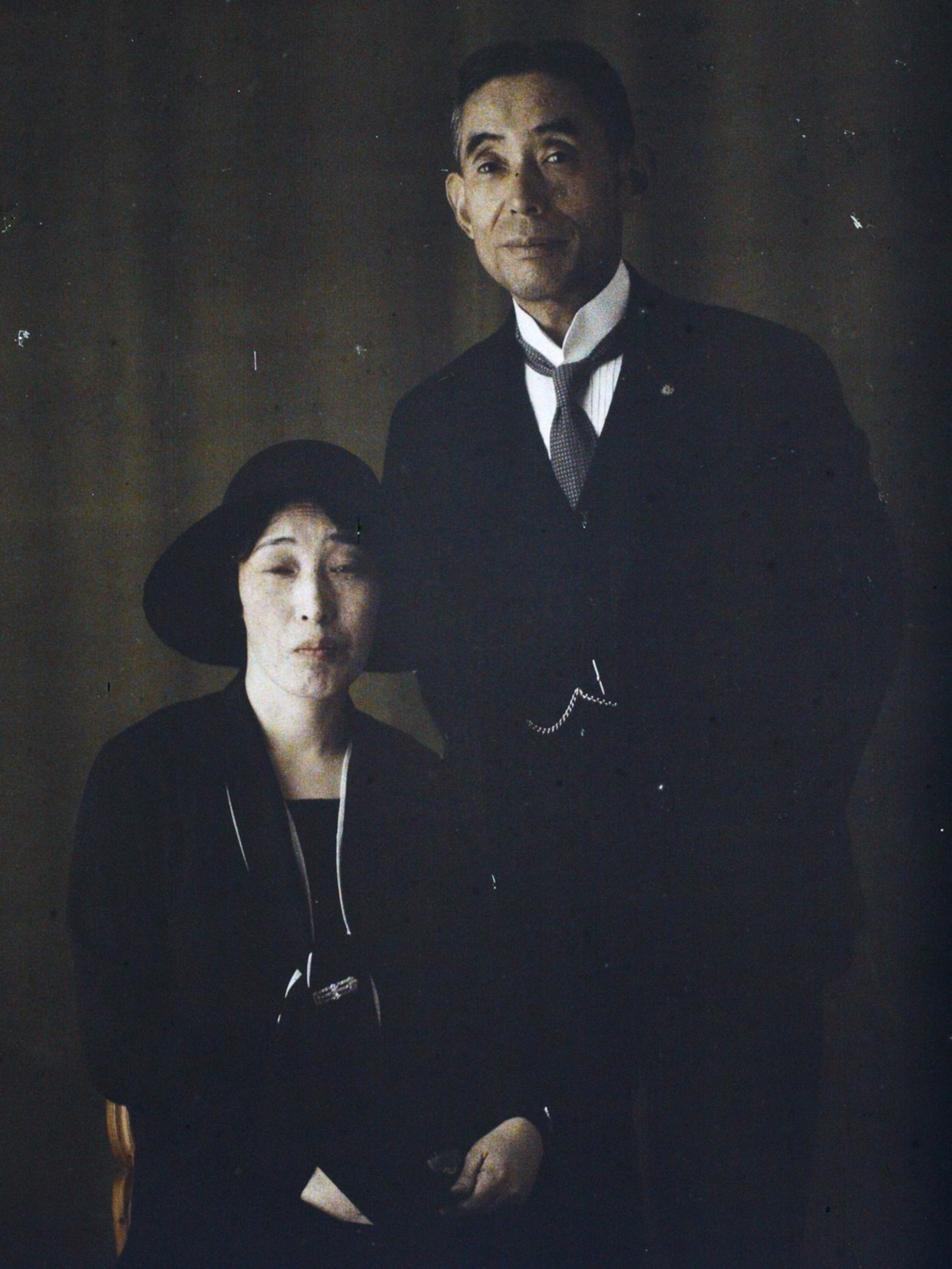
1930年7月22日、パリのアルベール・カーン私邸でオートクローム技法により撮影された芳澤夫妻

大日本帝国きっての亜細亜通の外交官として知られ、日ソ基本条約締結による日ソ国交回復等に関わる。義父は犬養毅であり、犬養内閣においては外務大臣を務めた。第二次世界大戦終結後に公職追放を受けるが、解除後は1952年から3年間駐中華民国大使を務め、辞任後も自由アジア擁護連盟代表、自由アジア協会長として台湾擁護に奔走した。
- 1874年1月24日 - 新潟県中頸城郡下堀之内村（現上越市諏訪）に生まれる[注釈 1][2][3]。
- 旧制新潟県立高田中学校（現在の新潟県立高田高等学校）、成立学舎、東京英語学校、旧制第二高等学校を経て、東京帝国大学文科大学英文科卒業[4]。
- 1899年 - 外務省に入省。
- 1906年 - 政務局第一課長[5]。
- 1920年 - 亜細亜局長、後に欧米局長を務める。
- 1923年 - 駐中華民国特命全権公使に任命。
- 1925年1月20日 -  ロシア代表カラハンとの間に日ソ基本条約を締結、日ソ間の国交を樹立する（芳沢‐カラハン会議[6]）。
- 1929年 - 中華民国公使免官。
- 1930年 - 駐仏国特命全権大使に任命。
- 1932年
  - 1月 - 犬養内閣の外務大臣に就任。
  - 7月1日 - 貴族院勅選議員に勅任[7]。立憲政友会に入党。
- 1939年 - 政友会分裂に伴い、久原房之助、三土忠造らとともに政友会正統派の総裁代行委員に就任[注釈 2]。
- 1940年11月26日 - 蘭印経済交渉特命全権に任命。
- 1941年9月10日 - 駐仏印、初代特命全権大使に任命[8]。
- 1945年8月7日 - 枢密顧問官に任命。8月19日、貴族院議員辞任[9]。
- 1946年1月4日 - 公職追放に該当、枢密顧問官を免官。
- 1951年8月 - 公職追放解除。
- 1952年8月25日 - 駐中華民国特命全権大使に任命。
- 1956年12月 - 退官。
- 1965年1月5日 - 死去（満90歳）。墓所は青山霊園(1イ21,22-乙1-4)。

## 栄典・授章・授賞
位階
- 1899年（明治32年）12月21日 - 従七位[10]
- 1904年（明治37年）2月29日 - 正七位[10]
- 1907年（明治40年）3月20日 - 従六位[10]
- 1909年（明治42年）7月10日 - 正六位[10]
- 1912年（明治45年）5月10日 - 従五位[10]
- 1916年（大正5年）10月10日 - 正五位[10]
- 1920年（大正9年）12月20日 - 従四位[10]
- 1925年（大正14年）12月28日 - 正四位[10][11]
- 1929年（昭和4年）8月1日 - 従三位[10]
- 1932年（昭和7年）1月15日 - 正三位[10][12]
- 1965年（昭和40年）1月5日 - 従二位

勲章等
| 受章年                     | 略綬 | 勲章名                       | 備考 |
| -------------------------- | ---- | ---------------------------- | ---- |
| 1902年（明治35年）12月28日 |      | 勲六等単光旭日章             |      |
| 1904年（明治37年）5月20日  |      | 勲五等瑞宝章                 |      |
| 1906年（明治39年）4月1日   |      | 双光旭日章                   |      |
| 1906年（明治39年）4月1日   |      | 明治三十七八年従軍記章       |      |
| 1907年（明治40年）9月14日  |      | 勲四等瑞宝章                 |      |
| 1911年（明治44年）8月24日  |      | 旭日小綬章                   |      |
| 1912年（大正元年）8月1日   |      | 韓国併合記念章               |      |
| 1915年（大正4年）9月29日   |      | 勲三等瑞宝章                 |      |
| 1915年（大正4年）11月10日  |      | 大礼記念章（大正）           |      |
| 1916年（大正5年）1月19日   |      | 旭日中綬章                   |      |
| 1918年（大正7年）9月29日   |      | 勲二等瑞宝章                 |      |
| 1920年（大正9年）9月7日    |      | 旭日重光章                   |      |
| 1920年（大正9年）9月7日    |      | 大正三年乃至九年戦役従軍記章 |      |
| 1924年（大正13年）5月31日  |      | 勲一等瑞宝章                 |      |
| 1926年（大正15年）2月10日  |      | 旭日大綬章                   |      |
| 1928年（昭和3年）11月10日  |      | 大礼記念章（昭和）           |      |
| 1934年（昭和9年）4月29日   |      | 金杯一組                     |      |
| 1965年（昭和40年）1月5日   |      | 旭日桐花大綬章               |      |

外国勲章佩用允許
| 受章年                     | 国籍           | 略綬 | 勲章名                           | 備考 |
| -------------------------- | -------------- | ---- | -------------------------------- | ---- |
| 1907年（明治40年）10月23日 | フランス共和国 |      | レジオンドヌール勲章オフィシエ   |      |
| 1908年（明治41年）4月29日  | ロシア帝国     |      | 神聖アンナ第二等勲章             |      |
| 1910年（明治43年）2月14日  | 大韓帝国       |      | 勲三等太極章                     |      |
| 1911年（明治44年）10月5日  | イギリス帝国   |      | 皇帝皇后陛下戴冠記念章           |      |
| 1912年（大正元年）10月9日  | イギリス帝国   |      | ヴィクトリア勲章コマンダー       |      |
| 1918年（大正7年）4月16日   | 支那共和国     |      | 二等大綬嘉禾章                   |      |
| 1921年（大正10年）2月5日   | ルーマニア王国 |      | 王冠第二等勲章                   |      |
| 1927年（昭和2年）5月27日   | ドイツ国       |      | 赤十字第一等名誉章               |      |
| 1932年（昭和7年）1月17日   | フランス共和国 |      | レジオンドヌール勲章グランクロワ |      |
| 1934年（昭和9年）3月1日    | 満州帝国       |      | 大満洲国建国功労章               |      |
| 1934年（昭和9年）5月9日    | 満州帝国       |      | 勲一位景雲章                     |      |

## 逸話
1925年1月20日の北京での日ソ基本条約締結時、その5日前にスケートで腰の骨を折った為、ベッドの上で調印した。

## 家族・親族
父は新潟県諏訪村初代村長の芳澤襄良。妻の操は内閣総理大臣等を務めた犬養毅の長女であり、犬養内閣では外務大臣に起用された。外務事務次官や駐アメリカ合衆国特命全権大使を務めた井口貞夫は娘婿。
孫に国際協力機構理事長や国際連合難民高等弁務官事務所弁務官等を歴任した国際政治学者の緒方貞子、国際法学者で元ニュージーランド大使の井口武夫、元外務省事務次官や侍従長を務めた川島裕、慶応義塾大学教授で日本の女性国連職員の草分けである佐々波楊子（旧姓川島）、数学者の芳沢光雄等がいる。

## 系譜
```
犬養毅━━━━操
　　　　　　　┃
　　　　　　　┣━━━恒子　
　　　　　　　┃　　　┃　　　　　
　　　　芳澤謙吉　　　┣━━━━貞子
　　　　　　　　　　　┃　　　　┃
　　　　　　　　　中村豊一　　　┃
　　　　　　　　　　　　　　　　┃
　　　　　　　　　　　　　緒方四十郎

```

## 刊行著作
- 『外交六十年』（自由アジア社、1958年／中公文庫、1990年）、ISBN 412201767X
- 『芳沢謙吉自伝』（中野敬止編、時事通信社、1964年）
  - 『私の履歴書 第5集』（日本経済新聞社、1958年）- 元版(一部)